# Rodolfo Stavenhagen

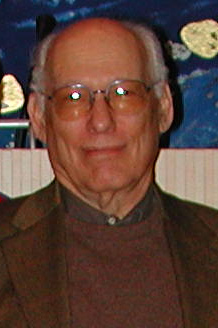
Rodolfo Stavenhagen

Rodolfo Stavenhagen (* 29. August 1932 in Frankfurt; † 5. November 2016 in Mexiko-Stadt) war ein mexikanischer Soziologe und erster UN-Sonderberichterstatter zur Situation der Menschenrechte und grundlegenden Freiheiten indigener Völker.
Er wurde in Frankfurt in eine jüdische Familie geboren, die bald vor der nationalsozialistischen Verfolgung floh, die Stationen der Flucht umfassten Italien, die Schweiz, die Niederlande und die USA, bevor sie schließlich 1940 Mexiko erreichte.
1951 machte Stavenhagen seinen Bachelor-Abschluss an der Universität von Chicago, 1958 den Magisterabschluss in Sozialanthropologie der Escuela Nacional de Antropología e Historia in Mexiko. 1965 erwarb er in Paris den Doktortitel in Soziologie. Von diesem Jahr an war er Professor am Centro de Estudios Sociológicos (CES) des El Colegio de México. 2001 wurde er durch Resolution 2001/57 von der UN-Menschenrechtskommission zum ersten UN-Sonderberichterstatter zur Situation der Menschenrechte und grundlegenden Freiheiten indigener Völker ernannt. Sein Mandat endete am 30. April 2008. Sein Nachfolger war S. James Anaya von der University of Arizona.

## Schriften (Auswahl)
- Human rights and indigenous issues. Report of the Special Rapporteur on the Situation of Human Rights and Fundamental Freedoms of Indigenous Peoples. UN, Genf 2004, OCLC 123534417.
- The ethnic question: conflicts, development, and human rights. United Nations University Press, Tokyo 1990, ISBN 0-585-09799-2.
- Pioneer on indigenous rights. Springer, Berlin / New York 2013, ISBN 978-3-642-34150-2.